# عرائس داعش الاجنبيات
ابتداءً من عام 2012، سافرت العشرات من الفتيات والنساء إلى العراق وسوريا للانضمام إلى تنظيم الدولة الإسلامية (داعش)، ليصبحن عرائس لمقاتلي التنظيم. وبينما سافر البعض عن طيب خاطر، تم إحضار آخرين إلى العراق وسوريا عبر آبائهم أو عائلاتهم أو قسراً عندما كانوا قاصرين.
وقد اكتسبت العديد من هولاء النساء بعد ذلك شهرة واسعة، إما من خلال جهودهن لتجنيد المزيد من المتطوعين، بسبب وفاتهن أو بسبب تراجعهن ورغبتهن في العودة إلى بلدانهن الأصلية. وقد لاحظ المعلقون أنه سيكون من الصعب التمييز بين النساء اللاتي لعبن دورًا نشطًا في جرائم التنظيم وأولئك اللاتي كن ربات منازل.

## نساء سافرن ليصبحن عرائس لداعش
| الاسم                        | الميلاد | تاريخ الانضمام | الحالة                                                               | البلد                      | الملاحظات |
| ---------------------------- | ------- | -------------- | -------------------------------------------------------------------- | -------------------------- | --- |
| زاجيدات أباكاروفا            | 1985    | 2014           | أعيدت إلى روسيا في عام 2017، وحكم عليها بالسجن مع وقف التنفيذ        | روسيا                      | - أحضرها زوجها إلى سوريا وأحضر معها طفليها - يعتقد المسؤولون الروس أن زوجها احتجزها في سوريا قسراً - أنجبت طفلاً آخر في سوريا - عادت إلى داغستان في عام 2017، وسُمح لها بقضاء عقوبة مع وقف التنفيذ لرعاية أطفالها |
| أميرة عباس                   | 2001    | 2015           | مفقودة، آخر حالة رؤت فيها على قيد الحياة كانت في الباغوز في عام 2019 | المملكة المتحدة            | - جزء من ثلاثي بيثنال جرين، وهي مجموعة من طالبات المدارس اللاتي انضممن إلى داعش - تزوجت من مقاتل أسترالي توفي فيما بعد - في فبراير 2019، تم وصفها بأنها "مفقودة". يعتقد أنها إما هربت إلى شمال شرق سوريا أو قُتلت في معركة الباغوز فوقاني. - شميمة بيجوم تعتقد أنها لا تزال على قيد الحياة، كما سمعت من عرائس داعش الأخريات |
| روضة عبد السلام / أم وقاص    |         | 2014           | مجهول                                                                | الولايات المتحدة / فنلندا  | - مجندة لصالح داعش على الإنترنت - غادرت سياتل بواشنطن في عام 2014 وانتقلت إلى الرقة لتكشف النقاب عن عميلة كبيرة لداعش - توفير قوائم التعبئة وخطط السفر وغيرها من الطرق لمساعدة النساء الأخريات لانضمام إلى داعش - يُزعم أنه ساعدت في تشكيل لواء الخنساء |
| سهيرة عدن                    | 1995    | 2014           | عادت إلى نيوزيلندا في عام 2021                                       | أستراليا/ نيوزيلندا        | - مواطنة نيوزيلندية ومواطنة أسترالي سابقة، سافرت إلى سوريا في عام 2014 للانضمام إلى تنظيم الدولة الإسلامية. - عُثِر عليها لاحقًا في مخيم الهول، واعربة عن رغبتها في العودة إلى أستراليا - بسبب علاقاتها بتنظيم داعش، تم تجريدها من جنسيتها الأسترالية في عام 2020، مما أدى إلى حدوث خلافات في العلاقات الأسترالية النيوزيلندية. |
| زهرة أحمد                    |         |                | لا يعرف مكانها                                                       | أستراليا                   | - سافرت إلى سوريا مع عائلتها الكبيرة، وأصبحت زوجة محمد ذهب الثانية. |
| زارة أحمد                    |         |                | مجهول، مخيم الهول للاجئين                                            | أستراليا                   | - وتقول زارة إن النساء اللاجئات اللاتي ما زلن مواليات لداعش يقتلن سكان المخيم الآخرين الذين يعتبرونهم مرتدين. |
| أماندين لو كوز               | 1990    | 2014           | أعيدت إلى فرنسا من قبل الحكومة التركية في عام 2019                   | فرنسا                      | - نشأة في إحدى ضواحي باريس - انضمت إلى تنظيم الدولة الإسلامية مع زوجها - أنجبت ولداً في أراضي داعش |
| فرزانة امين                  | 1975    | 2015           | مجهول                                                                | المملكة المتحدة            | - سافرت إلى تركيا مع زوجها وأطفالها الخمسة بتذكرة ذهاب فقط - يعتقد انها دخلت تهريباً لسوريا |
| هيثم الأسعد                  | 2000    | 2015           | تسكن في مخيم الهول منذ عام 2019                                      | أستراليا                   | - كانت تبلغ من العمر 15 عامًا عندما أحضرها والداها إلى سوريا للبحث عن إخوتها - تزوجة من مقاتل أسترالي آخر في تنظيم داعش - كانت حاملاً عندما وصلت إلى مخيم الهول في عام 2019 |
| ايلام                        |         | 2015           | ويعتقد أنها قتلت في تفجير انتحاري                                    | أستراليا                   | - تم القبض عليها بعد هروبها من الرقة، ثم تم استخدمها بعملية تبادل أسرى وفعادت إلى داعش - يواجه زوجها عقوبة الإعدام في بغداد - ابن عم ورفيق سفر لجناي سفر |
| فوزية كمال باكا              |         | 2014           | توفيت (نهاية 2018)                                                   | سنغافورة                   | - سافرت من ملبورن، أستراليا إلى سوريا، مع زوجها وأطفالها الأربعة، في عام 2014. - قُتلت باشا وزوجها ياسين رزقيتش وابنهما الأكبر في سوريا. - تمت إعادة أطفالهم الثلاثة الباقين، الذين تتراوح أعمارهم بين 6 و12 عامًا، مع جميع المواطنين الأستراليين، إلى وطنهم في 24 يونيو 2019. |
| اميلي كونيج ‏                 | 1984    | 2012           | عادت إلى فرنسا في عام 2022                                           | فرنسا                      | - كانت موضوع فيلم وثائقي عام 2012. - اقويل انضمامها إلى داعش "دمرت حياتها" - ترغب بالعودة إلى فرنسا |
| زهراء طارق                   | 1982    | 2015           | تم إطلاق سراحها من السجن البريطاني في عام 2019                       | المملكة المتحدة            | - زوجة شقيق جلاد داعش المعروف بـ "جهادي سيد" - اختفت في أغسطس مع أطفالها الثلاثة وعثر عليها في تركيا واعتقلت قبل أن تتمكن من دخول سوريا - سُجنت لمدة ثلاث سنوات في عام 2016 بتهمة اختطاف الأطفال |
| اميلي كونيج                  | 1994    | 2013           | مفقودة، يعتقد أنه توفية قبل عام 2019                                 | المملكة المتحدة            | - يشتبه في قيامها بدور في تجنيد ثلاثة طلاب من بيثنال جرين. وقد أنكرت هذا لوالديها - ورد أنه تم تجريدها من الجنسية البريطانية في عام 2017 - عضو قيادي في كتيبة الخنساء - كانت جزء من هجمات "أم الليث" |
| يسرى حسين                    | 1999    | 2014           | مفقودة منذ عام 2015                                                  | المملكة المتحدة            | - استقلت رحلة إلى تركيا مع سامية ديري - تزوج عام 2015 - آخر اتصال في عام 2015 مع خالتها، مفقودة منذ |
| سامية ديري                   | 1997    | 2014           | مكانها غير معروف                                                     | المملكة المتحدة            | - استقلت رحلة إلى تركيا مع يسرى حسين البالغة من العمر 15 عامًا - مفقود منذ دخوله سوريا |
| نيكول جاك                    | 1987    | 2015           | محتجزة في مخيم روج للاجئين منذ عام 2019                              | المملكة المتحدة            | - غادرت بريطانيا عام 2015 مع زوجها حسين علي الذي هددها بتقسيم الأسرة إذا لم تأتي معها - توفي علي في عام 2016، وتزوجت جاك مرة أخرى - توفي زوجها الثاني في غارة جوية، مما أدى أيضًا إلى مقتل ابنها البالغ من العمر 10 سنوات - تعيش في مخيم روج مع بناتها الثلاث، البالغات من العمر 12 و9 و7 سنوات |
| هدى مثنى                     | 1994    | 2014           | تقيم في مخيم الهول منذ عام 2019                                      | الولايات المتحدة           | - ولد في أمريكا لأبوين دبلوماسيين يمنيين - بدأت في نشر تغريدات تحريضية بعد مقتل زوجها الأول أثناء القتال. - أحرقت جواز سفرها الأمريكي عند وصولها إلى سوريا - لا تحمل غير جنسيتها اليمنية بعد أن حكم قاض فيدرالي بأنها لا تحمل الجنسية الأمريكية - هربت من داعش مع ابنها الرضيع (توفي لاحقاً) واستسلمت للقوات الأمريكية |
| مهدية                        | 1999    | 2016           | محتجزة في مخيم الهول منذ عام 2020 على الأقل                          | الصين                      | - امرأة من الأويغور، أخذها زوجها إلى سوريا عندما كان عمرها 17 عاماً - حاولة الهروب من مخيم الهول عام 2020 ولكن تم اكتشافها وإعادتها - لديها ثلاثة أطفال |
| خديجة بيبي داود              | 1985    | 2015           | مجهول                                                                | المملكة المتحدة            | - سافرت مع شقيقتيها إلى سوريا للانضمام إلى أخيهما المقاتل - تركت زوجها في برادفورد، المملكة المتحدة - أخذت طفليها، البالغين من العمر 5 و7 سنوات، معها إلى سوريا |
| سوجرا داود                   | 1981    | 2015           | مجهول                                                                | المملكة المتحدة            | - سافرت مع شقيقتيها إلى سوريا للانضمام إلى أخيهما المقاتل - تركت زوجها في برادفورد، المملكة المتحدة - أخذت معها أطفالها الخمسة، الذين تتراوح أعمارهم بين 15 و3 سنوات، إلى سوريا |
| زهرة                         | 1982    | 2015           | مجهول                                                                | المملكة المتحدة            | - سافرت مع شقيقتيها إلى سوريا للانضمام إلى أخيهما المقاتل - تركت زوجها في برادفورد، المملكة المتحدة - أخذت طفليها، البالغين من العمر 5 و8 سنوات، معها إلى سوريا - اتصلت بأهلها لإبلاغهم بوجودها في سوريا |
| غرين بيرد اوف دابو ""        |         | 2015           | مجهول                                                                | المملكة المتحدة (غير مؤكد) | - عاشت في الرقة منذ عام 2015 على الأقل - نشطة على تويتر كداعية، وكانت حينها تشكو من سوء الأوضاع - تزوجة وانتقلت إلى مدينة الثورة (سوريا) |
| جميلة هنري                   | 1993    | 2015           | مجهول، ولكن عادت لتسكن في المملكة المتحدة                            | المملكة المتحدة            | - سُمح لها بالعيش لمدة ستة أشهر في الرقة مع ابنها البالغ من العمر عامين - عادت إلى لندن، لكنها عادت إلى سوريا بعد أربعة أشهر لأنها "افتقدت أصدقاءها" - سرقت جواز سفر أختها التوأم في محاولة للعودة إلى سوريا مرة أخرى، ولكن تم القبض عليها - نجاة من السجن في عام 2015 |
| ليونورا ميسينغ               | 2000    | 2015           | أعيدت إلى ألمانيا في ديسمبر(كانون الأول) 2020                        | ألمانيا                    | - يُقال إنها تزوجت من جهادي عندما كان عمرها 15 عامًا فقط. - طلبت من والدها أن يتم تهريبها إلى الخارج بعد ستة أشهر، وسجنه تنظيم داعش مرتين لمحاولتها الهروب من دولة الإسلامية - لديها طفلان من زوجها الألماني المقاتل في تنظيم - تم إطلاق سراحه من الحبس الاحتياطي في عام 2021 |
| جينيفر وينيش                 | 1991    | منذ 2015       | حكم عليها بالسجن لمدة 10 سنوات في ألمانيا                            | ألمانيا                    | - اعتقلت في تركيا عام 2016، وتمت محاكمته بتهمة الإبادة الجماعية ضد الايزيدين بعد أن سحمت لعبد إيزيدي كانت تملكه بالموت عطشاً. - عاشت في الرقة والعراق مع زوجها طه الجميلي. - ورد أنها كانت عضواً في لواء الخنساء |
| "هاس كوست"                   |         | 2014           | مجهول                                                                | فرنسا                      | - داعية نشطة على تويتر - يشتبه أنها عندما كانت بفرنسا كانت تشجع الآخرين لسفر إلى سوريا - تزوجت من أحد مقاتلي داعش وعاشت في الأراضي التي يسيطر عليها التنظيم، وشجعت على شن هجمات على فرنسا - كان حسابها نشط بين أكتوبر 2014 وأغسطس 2015 قبل أن يتم تعليقه |
| جميلة بوتوتاو                | 1990    | 2014           | حكم عليها بالسجن المؤبد في العراق                                    | فرنسا                      | - سافرت إلى العراق مع زوجها محمد نصر الدين وطفليهما عام 2014 - قُتل زوجها عام 2016، وتوفي ابنها عام 2017 - تم القبض عليها وإرسالها إلى بغداد مع ابنتها - تمت محاكمته من قبل القضاءالعراقي وحكم عليه بالسجن مدى الحياة |
| الحياة بومدين ‏               | 1988    | 2015           | مفقودة منذ عام 2015، وربما محتجزة في مخيم الهول                      | فرنسا                      | - أرملة أميدي كوليبالي - هربت إلى سوريا قبل أسبوع من وفاة زوجها، فسافرت عبر إسبانيا وتركيا - من المحتمل أن يكون قد تم قتلها في سوريا مطلع عام 2019. - أدينة غيابيًا بتمويل الإرهاب وحكم عليه بالسجن 30 عامًا - يُعتقد أنها ربما هربت من مخيم الهول |
| شميمة بيجوم                  | 1999    | 2015           | محتجزة بمخيم الهول منذ عام 2019                                      | المملكة المتحدة            | - جزء من ثلاثي بيثنال جرين، وهي مجموعة من طالبات المدارس اللاتي انضممن إلى داعش - تم إلغاء جنسيتها البريطانية في عام 2019، فسيتم منعها من العودة إلى المملكة المتحدة باعتبارها "خطرًا على الأمن القومي" - أنجبت ثلاثة أطفال، ماتوا جميعًا - تزوجت من مقاتل هولندي في تنظيم الدولة الإسلامية عند دخولها سوريا عندما كان عمرها 13 |
| كاديزا سلطانة                | 2000    | 2015           | توفية في غارة جوية على الرقة عام 2016                                | المملكة المتحدة            | - جزء من ثلاثي بيثنال جرين، وهي مجموعة من طالبات المدارس اللاتي انضممن إلى داعش - يعتقد أنها تزوجت من مقاتل أمريكي في تنظيم الدولة الإسلامية قبل وفاتها - أصيبت بخيبة أمل أثناء إقامتها في الرقة وكانت تحاول المغادرة، لكنها توقفت عن محاولاتها بعد وفاة سمرة كيسينوفك. - توجد شائعات عن بقائها على قيد الحياة، لكن شميمة بيجوم تعتقد أنها ماتت |
| نسيمة بيغوم                  | 1990    | 2012           | محتجزة بمخيم الهول منذ 2019                                          | المملكة المتحدة            | - قالت إنها لم يكن أمامها خيار عندما أصر زوجها على الانتقال إلى تنظيم داعش. - أحضرت معها أطفالها الأربعة |
| شارمينا بيجوم ‏               | 1999    | 2014           | مفقودة، آخر حالة مؤكدة لها على قيد الحياة كانت بالباغوز في عام 2019  | المملكة المتحدة            | - لحقت ب ثلاثي بيثنال جرين بعد شهرين - تزوجت من مقاتل بوسني - تم التأكيد آخر مرة على انها على قيد الحياة بعد أسبوعين من دخول سوريا - في فبراير 2019 تم وصفها بأنها "مفقودة". |
| سالي جونز                    | 1968    | 2013           | قُتلة في غارة جوية بطائرة بدون طيار في عام 2017                       | المملكة المتحدة            | - أخذت أحد ابنيها (جوجو) إلى سوريا واستخدمته كدرع بشري - متزوجة من جنيد حسين، وهو هكر كمبيوتر يعمل لصالح تنظيم داعش - حصلت على لقب "الأرملة البيضاء" عقب وفاة زوجها عام 2015 - نشرت بانتظام التفاصيل الشخصية للجنود الأمريكيين على تويتر - "ورد أنه تم وضعه ضمن قائمة القوات الخاصة 'قائمة القتل' بعد تهديد الملكة إليزابيث الثانية". - تولت مسؤولية كتيبة أنور العولقي بعد وفاة زوجها - يُعتقد أنها قُتلة أثناء محاولته الهروب من الرقة، لكن شائعات عن بقاءها على قيد الحياة انتشرت بين نساء داعش |
| فتيحة مجاتي                  | 1961    | 2014           | يُعتقد أنها مختبئة في إدلب اعتبارًا من عام 2020                        | المغرب                     | - تدرب سابقًا على يد تنظيم القاعدة - قادت "لواء الخنساء التابع للدولة الإسلامية، وهي مفرزة نسائية بالكامل تراقب القيود التي يفرضها التنظيم ضد وضع المكياج أو كشف البشرة." - هربت من مخيم الهول في عام 2020 |
| زالينا غابيبولاييفا          | 1981    | 2014           | أعيدت إلى روسيا في عام 2017، وحكم عليها بالسجن مع وقف التنفيذ        | روسيا                      | - دخلت سوريا عازبة عام 2014 - قاتل الزوج الأول في التمرد الشيشاني، وعاشت الأسرة في غروزني قبل أن تصبح غابيبولاييفا أرملة في عام 2010. - استقرت في مدينة الطبقة بسوريا – وتزوجت سريعاً - قتل الزوج الثالث في غارة لطائرة بدون طيار بعد عام، وتم تهريبها إلى خارج سوريا مع زوجها الرابع عام 2017 - أنجبت طفلها الخامس في الهول عام 2017، وقضت أربعة أشهر في المخيم بعد ترحيل زوجها إلى مقدونيا وسجنه - رجعة اولاً إلى داغستان، لكنها عادت لاحقا إلى الشيشان - يعلم الآن مخاطر التطرف في المدارس الشيشانية |
| ليندا وينزل                  | 2001    | 2016           | تقضي عقوبة سجن لمدة 6 سنوات في العراق                                | ألمانيا                    | - ملقبة بـ"حسناء الموصل" - انضمت إلى تنظيم داعش في سن الخامسة عشرة، وتزوجت من مقاتل شيشاني قُتل فيما بعد - يقال إنها خدمة كقناصة - يعتقد أنها كانت جزءاً من كتيبة الخنساء - تم القبض عليها في الموصل عام 2017 |
| سابينا سيليموفيتش ‏           | 1999    | 2014           | قتلت في ظروف غامضة في عام 2014                                       | النمسا                     | - ورد أنها حامل ومتزوجة وتعيش في الرقة عام 2014 - ورد أنها توفيت عام 2014 - أُرسل طفليها للعيش مع والدة سليموفيتش بعد وفاتها |
| سمرا كيسينوفيتش ‏             | 1997    | 2014           | قتلت بعد محاولتها الفرار عام 2015                                    | النمسا                     | - تم استغلالها كعبدة جنسية عند دخول سوريا - ورد أنها حامل ومتزوجة وتعيش في الرقة عام 2014 - ورد أنها تعرضت للضرب حتى الموت أثناء محاولتها الهروب في عام 2015. |
| كيرستي روس إميل              | 1995    | 2014           | محتجزة في مخيم الهول منذ عام 2019                                    | أستراليا                   | - تم إحضارها إلى سوريا عن طريق "زوجها الأكبر منها بكثير" - تدعي أنها لم تعرف سوى القليل جداً، وبقيت في منزلها - سكنت في الباغوز - كانت حاملاً عندما توجهت إلى مخيم الهول للاجئين عام 2019. أنجبت لاحقاً، ولديها الآن طفلان. - نشرت منشورات استفزازية على وسائل التواصل الاجتماعي. |
| جاناي صفر                    | 1996    | 2015           | محتجزة في مخيم الهول منذ عام 2017                                    | أستراليا                   | * على عكس العديد من عرائس داعش الاخريات، لا ترغب بالعودة إلى وطنها. - تعهدت "بعدم العودة أبدًا" إلى أستراليا، لأنها لا تريد أن ينشأ ابنها في بلاد غير إسلامي - نفت أن يكون زوجها مسؤولاً كبيراً في تنظيم الدولة الإسلامية. [بحاجة لمصدر] - تشكك عائلتها في إعلانها دعمها المستمر لتنظيم الدولة الإسلامية. |
| ليزا سميث ‏                   | 1981    | 2015           | اعيدت إلى أيرلندا في عام 2019                                        | جمهورية أيرلندا            | - كانت جنديًا سابقًا في الجيش الأيرلندي. - تزوجة أربع مرات - يعتقد المسؤولين الأمن الأيرلنديون أنها لم تكن عضوًا نشطًا في تنظيم داعش ولم تكن أكثر من متعاطفة معها. - عادت إلى أيرلندا واعتقلت لكونها عضوًا في تنظيم داعش، وتم تقديمه للمحاكمة في عام 2022. - أُدينت لاحقًا بكونه عضوًا في داعش في مايو 2022. |
| دولال كساب                   | 1985    | 2014           | قتلت في غارة جوية في سوريا بنهاية 2019                               | أستراليا                   | - يقول والدها إنها سافرت فقط إلى لمناطق تنظيم داعش بسوريا لتعرف ما حدث لزوجها الراحل. برفقة جهادي اخر. - بمجرد زواجها من نفس المقاتل الجهادي، نشرت منشورات على وسائل التواصل الاجتماعي بدت وكأنها تدعم نظام داعش. - انتقدت عدم قدرة تنظيم داعش على توفير الرعاية الصحية، بما في ذلك رعاية ما قبل الولادة ورعاية الولادة. - ورد أنها قُتلت في غارة جوية مع أطفالها قبل عام 2020 |
| نوه السويدي                  | 1995    |                | تجري محاكمتها حاليا في العراق                                        | ألمانيا                    | - انتقلت إلى مناطق تنظيم الدولة الإسلامية مع ززوجها، وأنجبت هناك ثلاثة أطفال. - تدعي أن زوجها اتخذ كافة قراراتهما، ولم تكن تعرف مكان إقامتهما. - حاولت المغادرة بعد مقتل زوجها، لكنها لم تتمكن من الحصول على المال أو الوثائق - قيد المحاكمة حاليًا، وقد تواجه عقوبة الإعدام |
| نورا كمالي                   |         | 2015           | محتجزة في سجن عراقي مجهول                                            | المملكة المتحدة            | - ذهبت إلى سوريا مع الأصدقاءها "لمطاردة الرجال" - حملت، وتوفي زوجها بعد فترة وجيزة - حكم عليه بالسجن المؤبد، وإرسالت ابنتها للعيش مع أقاربها البريطانيين |
| مريم دبوسي ‏                  | 1992    | 2015           | محتجزة في مخيم الهول منذ عام 2017                                    | أستراليا                   | - وتقول دبوسي إن زوجها خدعها للسفر إلى الحدود التركية السورية بدعوى أنهم سيساعدون إحدى أقاربه على الهروب من سوريا، لكنه أجبرها على عبور الحدود تحت تهديد السلاح. - أنجبت ثلاثة أطفال، وأجبرت على الزواج مرة مرتين بعد وفاة زوجها الأول - حاولت الهروب مرتين، وكانت حاضرًا في معركة الباغوز |
| نسرين ذهب                    | 1994    | 2014           | محتجزة في مخيم الهول منذ عام 2017                                    | أستراليا                   | - تدعي أنها تعرضت للخداع لقدوم إلى أراضي تنظيم داعش من قبل ابن عمها عندما اعتقدت أنها كانت تقوم فقط بتوصيل الإمدادات الغذائية الطارئة إلى الحدود. - أُرسلت إلى منزل امرأة عزباء وأجبرت على الزواج - حاولت الهرب، ولكن تم القبض عليها و وضع زوجها في انتظار تنفيذ حكم الإعدام في العراق |
| حفصة سليتي                   | 1988    | 2015           | محتجزة في مخيم الروج منذ عام 2018                                    | بلجيكا                     | - أخذ والد حفصة، عمر سليتي، والدتها، وإخوتها الأربعة الصغار إلى أفغانستان، في عام 2000.، فهربت والدتها كريستين فولكي، تاركة حفصة وإخوتها مع والدها. وافق والدها على تزويجها لأحد أعضاء طالبان، عندما كان عمرها 13 عامًا فقط، وأنجبا طفلًا. بعد الغزو الأمريكي لأفغانستان، في خريف عام 2001، انتهى الأمر بزوجها في معسكر اعتقال غوانتانامو، وانتهى الأمر بحفصة ووالدها وإخوتها في مخيم للاجئين الإيرانية. وتم ترحيلهم إلى بلجيكا في فبراير/شباط 2002. ووُضعت حفصة وإخوتها في رعاية والدتها كريستين، بينما حوكم والدها وأُدين بتهم الإرهاب. - تم تجريد والدها من الجنسية البلجيكية، وتم ترحيله إلى تونس في عام 2010. سافر إلى تنظيم الدولة الإسلامية الذي تم إنشاؤه حديثًا، حيث كان يعمل في مصلحة الضرائب. انضمت إليه حفصة عام 2015، وتزوجت من مقاتل جهادي، وأنجبت طفلاً آخر. وتقول إنه بحلول عام 2017، أصيبت هي ووالدها بخيبة أمل من وحشية وفساد نظام داعش. وتقول إنهم قاموا بثلاث محاولات للهروب، وأن والدها قُتل بالرصاص في المحاولة الثالثة. - تقول حفصة إنها لا تشكل تهديدًا، وتفضل إعادتها إلى بلجيكا مع أطفالها، حتى لو كان ذذلك يعني قضاءها عقوبة السجن. وقد حصلت على حكم بالسجن لمدة عام في بلجيكا، على الرغم من أنه لا يزال في سوريا         |
| سامانثا ماري الحسني          | 1985    | 2014           | أعيدت إلى الولايات المتحدة في عام 2018، وهي حاليا في السجن           | الولايات المتحدة           | - معروفة باسم سامانثا سالي - تدعي أنها أجبرت على الذهاب إلى سوريا من قبل زوجها لحماية ابنتها وابنها - سجنة داخل تنظيم الدولة الإسلامية لمدة ثلاثة أشهر لمحاولتها الفرار - وفي وقت لاحق أنجبت طفلين آخرين من زوجها المقاتل في تنظيم الدولة الإسلامية - واحدة من 27 أمريكيًا أعيدوا إلى وطنهم لمواجهة اتهامات في الولايات المتحدة. في عام 2020، حُكم عليها بالسجن لمدة 6 سنوات ونصف. |
| أيان جمعة / رحمة صادق جمعة   | 1994    | 2013           | مجهول، آخر اتصال معها كان في ديسمبر 2013                             | النرويج                    | - ابنة للاجئين صوماليين، والأخت الكبرى ليلى جمعة / أوغباد جمعة - اتجهت إلى التطرف عبر الإنترنت من خلال الانضمام إلى غرف الدردشة المتطرفة ومشاهدة مقاطع فيديو لتنظيم القاعدة - عثر عليها والدها في سوريا، لكن لم يُسمح لها بالمغادرة - استمر الأب في البحث عنهم على الأقل حتى عام 2017 |
| ليلى جمعة / أوغباد صادق جمعة | 1994    | 2013           | مجهول، آخر اتصال معها كان في ديسمبر 2013                             | النرويج                    | - ابنة للاجئين صوماليين، الأخت الصغرى لأيان جمعة / رحمة جمعة صادق - أصبحت متطرفة عبر الإنترنت من خلال الانضمام إلى غرف الدردشة المتطرفة ومشاهدة مقاطع فيديو لتنظيم القاعدة - نشرت مقاطع فيديو على قناتها على اليوتيوب تدعو فيها إلى المساعدة الإنسانية في سوريا - عثر عليها والدها في سوريا، لكن لم يسمح لها بالمغادرة - استمر الأب في البحث عنهما على الأقل حتى عام 2017 |
| تارينا شاكيل ‏                | 1989    | 2014           | أطلق سراحها من السجن في عام 2018                                     | المملكة المتحدة            | - تطرفت عبر الإنترنت بتواسطلها مع سالي آن جونز وأقصى محمود - سافرت إلى سوريا مع ابنها البالغ من العمر 18 شهرًا، هربًا من العنف المنزلي من شريكها البريطاني - استقرت في الرقة وسكنت في بيت للنساء غير المتزوجات، رفضت الزواج مرتين فغادرت بعد 3 أشهر - أُعيدت إلى المملكة المتحدة، وسُجنت لمدة ست سنوات مع أمر بإكمال برنامج مكافحة التطرف |
| "سانا"                       | 1972    | 2014           | عادت الى فنلندا عام 2020                                             | فنلندا                     | - تطلق عليها وسائل الإعلام الفنلندية لقب " سانا، زوجة داعش" ((بالفنلندية: Isis-vaimo Sanna)‏) لكن اسمها الحقيقي غير معروف. - اعتنقت الإسلام عام 2005 - طلقها زوجها حتى يتمكن من الزواج بزوجة ثانية أثناء إقامته في فنلندا - هاجرت من كوتكا بفنلندا إلى منبج لتلحق بزوجها وزوجته الثانية - سافرت مع أبنائها الأربعة، أكبرهم بنت من مواليد 2005-2006، تم تزوجها في سوريا وعمرها 13 عاماً، وأصغر بناتها ولدت في سوريا. - ادعت أن زوجها الأول توفي في حادث سيارة، وتزوجت مرة أخرى بعد وفاته، وعادت الزوجة الثانية لزوجها الأول إلى فنلندا بعد القبض عليها أثناء محاولتها السفر إلى جورجيا - خلال سقوط داعش عام 2019، أجرت قناة سي إن إن مقابلة مع سناء بالقرب من المعقل الأخير في الباغوز. قالب:اعتبارًا من، كانت في مخيم للاجئين وأرادت العودة إلى فنلندا. - بعد نشر المقابلة في 6 مارس 2019، غطت وسائل الإعلام الفنلندية قصة سناء على نطاق واسع، مما أدى إلى بدء نقاش عام في فنلندا حول احتمال عودة المواطنين الفنلنديين الذين هاجروا إلى منطقة حرب داعش في العراق وسوريا. - بمساعدة السلطات الفنلندية، أُعيدت لاحقًا من مخيم الهول إلى فنلندا برفقة أربعة أطفال معها. كما عادت امرأة فنلندية صومالية إلى فنلندا مع اثنين من أطفالها في نفس الرحلة. |

| اسم                  | الميلاد | تاريخ الانضمام | الحالة                                                 | البلد             | ملاحظات |
| -------------------- | ------- | -------------- | ------------------------------------------------------ | ----------------- | --- |
| جيلين ديلشون يونغ    | 1994    | 2015           | مسجونة منذ عام 2016                                    | الولايات المتحدة  | - حاولت الانتقال إلى سوريا مع شريكها محمد "مو" دخلة - الحكم بالسجن 12 سنة |
| شانون مورين كونلي    | 1996    | 2014           | خرجة من السجن عام 2019                                 | الولايات المتحدة  | - تطرفت في سن التاسعة عشرة على يد أعضاء داعش في سوريا، ووقعت في حب مقاتل تونسي - اعتنق الإسلام وحاول ركوب طائرة من دنفر إلى تركيا - تم القبض عليه من قبل مكتب التحقيقات الفيدرالي، وحكم عليه بالسجن لمدة أربع سنوات |
| كيونا توماس          | 1983/4  | 2013           | أطلق سراحها من السجن عام 2022                          | الولايات المتحدة  | - أم لطفلين - نشط على الإنترنت لدعم تنظيم الدولة الإسلامية تحت الاسم المستعار YoungLioness، وسعى في النهاية إلى الانضمام إلى التنظيم من خلال التحدث إلى المقاتلين الأجانب - اعتقلت عام 2015، واعترفت بالتخطيط للتخلي عن أطفالها والزواج من أحد مقاتلي داعش - حكم عليه بالسجن 8 سنوات، وأفرج عنه بعد عشر سنوات من المراقبة       |
| هيذر إليزابيث كوفمان | 1986    | 2014           | اطلاق سراحها من السجن عام 2017                         | الولايات المتحدة  | - نشر دعاية لداعش وتعاون مع مؤيد أجنبي آخر للانتقال إلى سوريا - واعد نفس المؤيد الأجنبي حتى سبتمبر 2014، عندما تراجع عن التحرك - بدأت بتلقين أختها الصغرى قبل اعتقالها - وبعد إطلاق سراحها، بدأت بنشر تعليقات تدعو إلى التشدد في الإسلام                                                                                        |
| حليمة مصطفى          | 1997    | 2018           | تم الافراج عنه بكفالة عام 2021، وتعيش حاليًا في تورونتو | كندا              | - حاولت الانضمام إلى داعش عام 2018 مع زوجها - سافرت إلى تركيا في يونيو/حزيران 2018، واعتقلت في يوليو/تموز 2018 بتهمة محاولة عبور الحدود السورية - تم ترحيلها إلى كندا في عام 2019، وتم توجيه الاتهام للزوج في ديسمبر 2019 - تم القبض عليه في أغسطس 2020، وتم الإفراج عنه بكفالة في مارس 2021 وتم تعليق التهم عليه في يونيو 2021 |
| أمل / بنت روز        |         | 2015           | مجهول                                                  | النمسا (غير مؤكد) | - نشط على تويتر كداعية - جمعت أكثر من 30 حسابا، كلها معطلة - الموقع غير معروف، وتشير الأدلة التي جمعها مشروع مكافحة التطرف إلى أنها عاشت في النمسا - آخر منشور تم التحقق منه على وسائل التواصل الاجتماعي كان في ديسمبر 2015، لكن تقارير لم يتم التحقق منها عن استمرار النشاط حتى عام 2020                                       |
|                      |         |                |                                                        |                   | |

## إحصائيات
| دولة             | #  |
| ---------------- | -- |
| المملكة المتحدة  | 33 |
| أستراليا         | 14 |
| الولايات المتحدة | 10 |
| فرنسا            | 5  |
| ألمانيا          | 4  |
| النمسا           | 3  |
| كندا             | 2  |
| فنلندا           | 2  |
| النرويج          | 2  |
| روسيا            | 2  |
| بلجيكا           | 1  |
| الصين            | 1  |
| أيرلندا          | 1  |
| ماليزيا          | 1  |
| نيوزيلندا        | 1  |
| سنغافورة         | 1  |
| ترينيداد وتوباغو | 1  |
| المغرب           | 1  |

## إقرأ ايضاً
- المرأة في الإسلام
- قائمة أعضاء تنظيم الدولة الإسلامية